# Still Life (альбом Opeth)
Still Life (рус. Спокойная жизнь) — четвёртый студийный альбом шведской прогрессивной метал-группы Opeth, выпущенный 18 октября 1999 года лейблом Peaceville Records. Он был спродюсирован самой группой совместно с Фредриком Нордстрёмом. Это был единственный альбом группы Opeth, выпущенный на лейбле Peaceville после ухода группы из Candlelight и Century Black после выхода My Arms, Your Hearse и первого альбома с участием Мартина Мендеса.

## Предыстория и запись
В 1999 году права собственности на Candlelight Records перешли к другому владельцу, поскольку владелец и друг группы Ли Барретт покинул компанию. Opeth подписали контракт с британским лейблом Peaceville Records, который распространялся в Европе компанией Music for Nations. Opeth зарезервировали время в студии Fredman, чтобы начать работу над своим следующим альбомом, но запись была отложена из-за переезда студии. Из-за нехватки времени группа смогла отрепетировать только дважды, прежде чем отправиться в студию.

## Концепция альбома
Как и его предшественник, My Arms, Your Hearse, Still Life является концептуальным альбомом. Фронтмен Микаэль Окерфельдт объясняет: 

Still Life был посвящён не сатанинской, а антихристианской тематике. Это звучит довольно наивно, когда я объясняю это так. Действие происходит давным-давно, когда христианство имело большее значение, чем сегодня. Главный герой в некотором роде изгнан из своего родного города, потому что у него иная вера, чем у остальных его жителей. Альбом в значительной степени начинается с того, что он возвращается через несколько лет, чтобы встретиться со своей старой «малышкой». Очевидно, что с «the council», как я называю это на альбоме, начинает происходить много плохого. Большие боссы города знают, что он вернулся. Начинает происходить много плохого. Они считают его в некотором роде лицемером. Это почти как «адвокат дьявола» или как там это называется.
Затем в альбоме рассказывается о том, как Мелинда признаётся в любви главному герою. Эти события приводят к её убийству, и главный герой начинает неистовствовать против виновных. Последняя песня альбома, «White Cluster», завершает историю его казни и встречи с Мелиндой в загробной жизни.

## Художественное оформление
Still Life стал первым альбомом Opeth, на обложке которого, помимо логотипа группы, была какая-либо надпись.

## Выпуск и переиздание
Из-за задержек с оформлением альбома релиз был отложен ещё на месяц, и Still Life был выпущен 18 октября 1999 года. Из-за проблем с новой дистрибьюторской сетью группы альбом не был выпущен в Соединённых Штатах до февраля 2001 года.
Альбом был переиздан лейблом Peaceville Records в 2000 году в виде слипкейса и снова в диджипаке в 2003 году. Третье переиздание вышло 31 марта 2008 года, с переработанным оформлением альбома, выполненным оригинальным художником Трэвисом Смитом. Это новое издание состоит из двух дисков, первый из которых представляет собой ремастированный стереомикс альбома на Audio CD, а второй — Audio DVD, содержащий микширование объёмного звучания в формате 5.1. DVD также содержит концертное видео на трек с альбома «Face of Melinda» с живого выступления The Roundhouse Tapes в Лондоне. Ремастированные и смешанные версии оригинальных записей были сделаны Йенсом Богреном.

### История выпуска
| Год  | Регион         | Лейбл      | Формат | Каталог              |
| ---- | -------------- | ---------- | ------ | -------------------- |
| 2000 | Россия         | Союз       | CD     | CDVILEM 78 / 6207 82 |
| 2000 | Великобритания | Peaceville | CD     | CDVILEM 78           |
| 2002 | Великобритания | Peaceville | LP     | DLPVILE 78           |
| 2003 | Великобритания | Peaceville | CD     | CDVILED 78           |
| 2005 | Аргентина      | Icarus     | CD     | ICARUS 132           |
| 2008 | Великобритания | Peaceville | CD     | CDVILED183X          |
| 2010 | Великобритания | Peaceville | LP     | VILELP78             |

## Отзывы критиков
| Оценки критиков     | Оценки критиков       |
| Источник            | Оценка                |
| ------------------- | --------------------- |
| AllMusic            | [ 1 ]                 |
| Chronicles of Chaos | 9/10                  |
| Metal Crypt         | [ 10 ]                |
| Metal Hammer        | 6/10                  |
| Metal Storm         | 10/10                 |
| PopMatters          | (очень благоприятный) |
| Rock Hard           | 9.5/10                |
| Sea of Tranquility  | [ 15 ]                |
| Sputnikmusic        | [ 2 ]                 |
| Ultimate Guitar     | 9.6/10                |

Эдуардо Ривадавия из AllMusic назвал Still Life «потрясающим сочетанием резких, часто зазубренных гитарных риффов с изящными мелодиями».

### Награждения
В 2014 году TeamRock поместили Still Life на 83-ю строчку в своём списке «100 величайших прог-альбомов всех времён», а Джордан Гриффин заявил, что альбом «по-прежнему рассматривается многими фанатами как вершина карьеры, искусное сочетание красоты и брутальности Still Life получило высокую оценку поклонников металла и прога. Первая настоящая классика Opeth». Loudwire поместили альбом на 54-е место в своём списке «90 лучших альбомов в жанре хард-рока и хэви-метала 1990-х», отметив, что Opeth завершили 1990-е своим самым сильным альбомом. В 2021 году он был назван одним из 20 лучших альбомов в жанре хард-рока и хэви-метала 1990-х годов. В 2021 году журнал Metal Hammer назвал его одним из 20 лучших метал-альбомов 1999 года.

## Список композиций
Слова и музыка всех песен — Микаэль Окерфельдт.
| №                   | Название                 | Длительность |
| ------------------- | ------------------------ | ------------ |
| 1.                  | «The Moor»               | 11:26        |
| 2.                  | «Godhead's Lament»       | 9:47         |
| 3.                  | «Benighted»              | 5:00         |
| 4.                  | «Moonlapse Vertigo»      | 9:00         |
| 5.                  | «Face of Melinda»        | 7:58         |
| 6.                  | «Serenity Painted Death» | 9:13         |
| 7.                  | «White Cluster»          | 10:05        |
| Общая длительность: | Общая длительность:      | 62:26        |

## Участники записи[21]
Opeth
- Микаэль Окерфельдт — вокал, гитара, сведение (DVD)
- Петер Линдгрен — гитара
- Мартин Мендес — бас-гитара
- Мартин Лопес — ударные

Производственный персонал
- Фредрик Нордстрём − звукорежиссёр, сведение
- Исаак Эдх − звукорежиссёр
- Йоран Финнберг − мастеринг
- Йенс Богрен − ремастеринг альбома 2008 года выпуска, 5.1 ремикс, сведение (DVD)
- Тревис Смит − художественное оформление, фотограф[8]
- Гарри Валимаки – фотограф
- Тимо Кетола – логотип